# Thalerastria alfierii
Thalerastria alfierii är en fjärilsart som beskrevs av Edward P. Wiltshire 1948. Thalerastria alfierii ingår i släktet Thalerastria och familjen nattflyn. Inga underarter finns listade i Catalogue of Life.